# Шотландська кухня

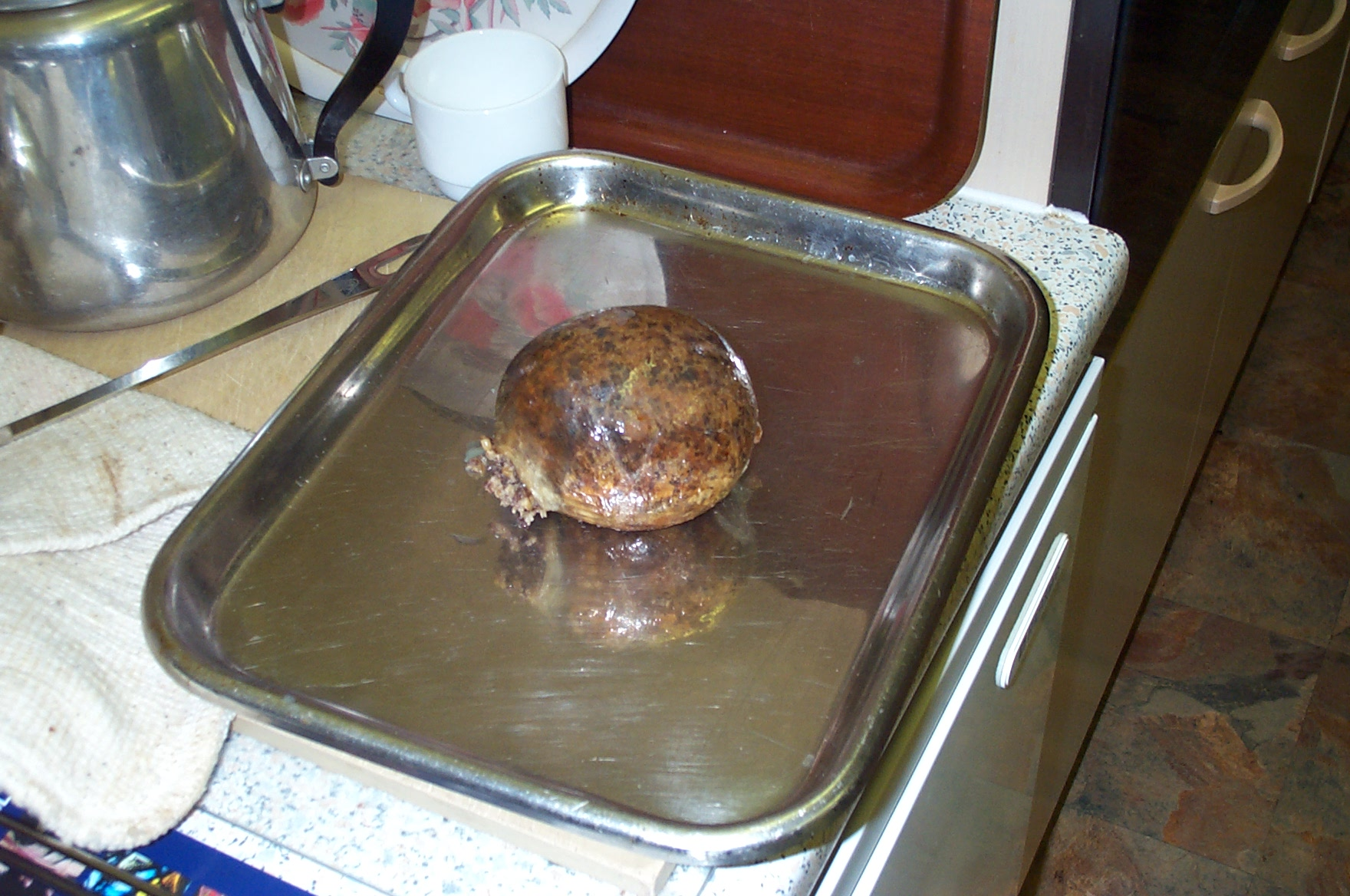
Хаггіс

Шотландська кухня подібна до англійської кухні і є її складовою частиною. Шотландці пишаються своїми національними стравами, що не притаманні англійській кухні.
Національною шотландською стравою є хаггіс — баранячий чи телячий тельбух, зварений з вівсяним борошном і рясно приправлений цибулею та перцем. Хаггіс традиційно їдять 25 січня, у день пам'яті шотландського національного поета Роберта Бернса, який написав похвальну оду хаггісу.
Дуже поширені у шотландців пудинги, особливо чорний (кров'яний) й білий — із суміші вівсяного борошна, сала й цибулі. Існує особливий солодкий шотландський пудинг, який готують у святкові дні. Готується він таким чином: у киплячу суміш із меду і води засипають вівсяне борошно, коли суміш загустіє її розбавляють вершками. Як і в англійців, улюблений напій шотландців — чай, із хмільних напоїв найпопулярніше віскі.
Шотландці більше, ніж англійці, вживають у їжу супи, головним чином, круп'яні, рибні, м'ясні із картоплею, капустою.
Різноманітні шотландські національні рецепти печені з гарніром із картоплі та свіжого горошку. Традиційним вважається святкова страва — курка чи гусак, фаршировані рубаним потрухом і вівсяним борошном.